# Wang Anyi
Wang Anyi (王安忆/王安憶), nació en Nanjing, provincia de Jiangsu, en marzo de 1954. Era una escritora contemporánea. 
En 1972, fue admitia en el Cuerpo de Arte y Cultura de Xuzhou. En 1976, publicó su primera prosa "seguir adelante". Casada con Li Zhang a principios de 1981. En 1987, se trasladó a la Oficina Creativa de la Asociación de Escritores de Shanghái para participar en la creación profesional. En 1996, publicó su obra maestra personal "La canción de la pena eterna" y ganó el quinto Premio de Literatura de Mao Dun.  En 2004, " In the Barber's" fue una de las historias destacadas del tercer Premio de literatura de Lu Xun.  En 2013, ganó la condecoración de los Caballeros franceses de la literatura y el arte. 
Actualmente es vicepresidente de la Asociación de Escritores de China, presidente de la Asociación de Escritores de Shanghái y profesor de la Universidad de Fudan. 
En diciembre de 2017,  "Hacia el oeste, hacia el oeste y hacia el sur" ganó el "Premio de Idioma Chino Wang Zengqi 2017" . 
En octubre de 2018,  "Hacia el oeste, hacia el oeste y hacia el sur" ganó el quinto premio de novela de Yu Dafu.
En sus obras se descubre una atención a un fondo sobre el que se desarrolla una historia en detrimento de los sentimientos y la toma de consciencia de sus protagonistas.

## Biografía
Nacido en Nanjing el 6 de marzo de 1954. Su madre, la escritora Ru Zhijuan y su padre Wang Xiaoping es un dramaturgo, estaba profundamente influenciada por su madre. 
En 1955, se mudó a Shanghái con su madre, y asistió a la escuela primaria en Shanghái.
En 1970, después de graduarse de la escuela secundaria, fue al campo de Wuhe, ciudad de Bengbu, provincia de Anhui.
En 1972, fue admitido en el grupo cultural y artístico de Xuzhou, tocó el violonchelo en la banda y participó en algunas actividades creativas.
En 1976, publicó su primera prosa en la revista "Literatura y arte de Jiangsu".
En 1978, regresó a Shanghái para ser el editor de ¨Tiempo de niños¨. En el mismo año, publicó el cuento "En las llanuras".
A principios de 1981, se casó con Li Zhang, en aquel momento, ella fue directora de charanga de Xuzhou. Más tarde la trasladaron a la Editorial de Música de Shanghái como editora. Editó y publicó la biografía literaria "La soledad y la superación - Piano Geek Gould". En 1981, debido a sus fuertes deseos creativos y la limitación del trabajo, renunció para escribir a Xuzhou, y completó el "Fin del tren", que ganó el Premio Nacional a la Novela Corta Sobresaliente. 
En 1983, participó en la actividad literaria del "Programa de escritura internacional" en la Universidad de Iowa.
En 1985, la novela "Baotown" publicada en la revista "Escritor chino" resonó y ganó el cuarto Premio Nacional de Novela.
En 1986, fue invitado a visitar los Estados Unidos. 
En 1987, se trasladó a la Oficina Creativa de la Asociación de Escritores de Shanghái para participar en la creación profesional.
En 1996, publicó su obra maestra personal "La canción de la pena eterna", ganó el quinto Premio de Literatura Mao Dun y fue seleccionado como una de  "100 Top del siglo XX". 
En el 2000, "La canción de la pena eterna" fue seleccionada como la obra china más influyente de la década de 1990.
En 2001, ganó el primer Premio literario de Huazong de Malasia y fue galardonado con el premio a "Mejor escritora china" por Sin Chew Daily de Malasia.
En 2004, "In the Barber's" ganó el tercer Premio a las novelas cortas sobresalientes de literatura de Lu Xun . 
En 2011, fue nominada para el Premio Internacional de Literatura Booker.
En 2013, ganó los caballeros franceses de la literatura y el arte. 
El 2 de diciembre de 2016, fue nominada el vicepresidente y miembro del Noveno Comité Nacional de la Asociación de Escritores Chinos. 
Representante del XIII Congreso Nacional del Pueblo.

## Obras Principales
- Amor en pueblo pequeño (1986)
- Lapso de tiempo (1988)
- Vida en patio pequeño (1988)
- Baotown (1985）
- Amor en montaña baldía (1990)
- La canción de la pena eterna (1996)

- Datos: Q453321